# Bagnols (Rodan)

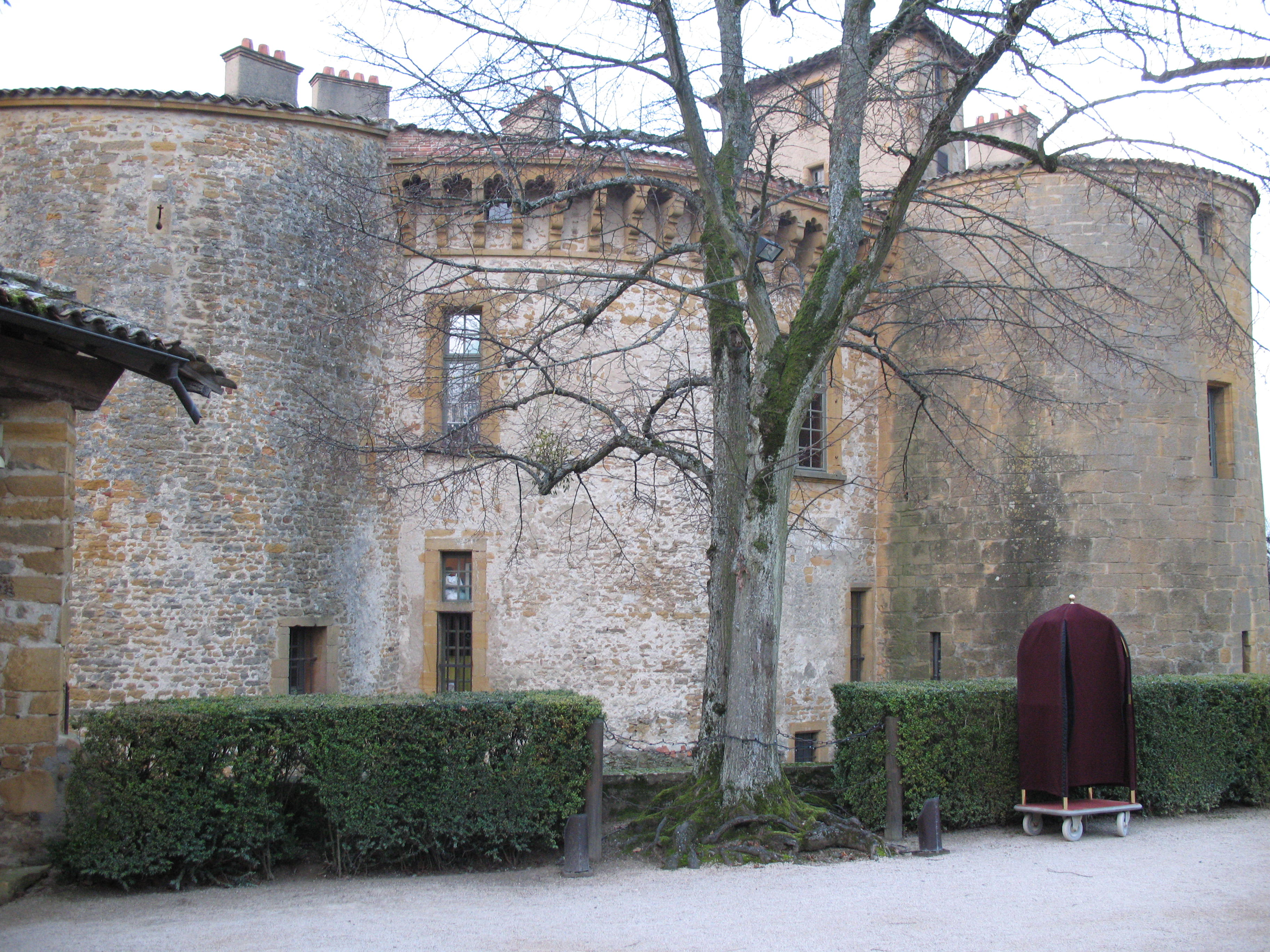
Zamek w Bagnols, 2008

Bagnols – miejscowość i gmina we Francji, w regionie Owernia-Rodan-Alpy, w departamencie Rodan.
Według danych na rok 1990 gminę zamieszkiwało 636 osób, a gęstość zaludnienia wynosiła 87 osób/km² (wśród 2880 gmin regionu Rodan-Alpy Bagnols plasuje się na 1033. miejscu pod względem liczby ludności, natomiast pod względem powierzchni na miejscu 1335.).